# 凯文·坎贝尔
凯文·约瑟夫·坎贝尔（英語：Kevin Joseph Campbell，1970年2月4日—2024年6月15日）是一名英国已退役足球运动员、足球评论员。
他是一名前锋，曾效力于阿森纳、莱顿东方、莱斯特城、诺丁汉森林、特拉布宗体育、埃弗顿、西布朗维奇和卡迪夫城。1991年，他获得了英格兰B队的征召，并出场一次。
埃弗顿于2024年6月2日报告，坎贝尔目前在医院“病危”。6月15日宣布他因病去世，享年54岁。

## 国家队生涯
坎贝尔为英格兰U-21出场4次，为英格兰B队出场1次。他保持着成为英超联赛中进球最多的未为国家队出场的英格兰球员的记录。1992年9月，他在英格兰与西班牙的友谊赛中被征召但未上场，但这是他最接近成年队的一次。 

## 个人生活
他的儿子泰瑞斯·坎贝尔也是一名足球运动员，效力于斯托克城。

## 荣誉
阿森纳青年队
- 青年足总杯: 1987–88 [9]

阿森纳
- 英格兰甲级联赛： 1990–91 [10]
- 英格兰足总杯: 1992–93 [11]
- 英格兰联赛杯: 1992–93
- 英格兰社区盾 : 1991 (共享) [12]
- 欧洲优胜者杯: 1993–94 [13]

诺丁汉森林
- 英格兰甲级联赛：1997–98 [9]

个人
- 英超联赛每月最佳球员： 1999年4月[14]